# فريتز غرينير
فريتز غرينير (بالألمانية: Fritz Greiner)‏ هو ممثل نمساوي، ولد في 1879 بفيينا في النمسا، وتوفي في 1 نوفمبر 1933 في ألمانيا.

## أعمال

### أفلام
- (1932) الفارس الأسود

## وصلات خارجية
- فريتز غرينير على موقع IMDb (الإنجليزية)
- فريتز غرينير على موقع ألو سيني (الفرنسية)
- فريتز غرينير على موقع أول موفي (الإنجليزية)
- فريتز غرينير على موقع قاعدة بيانات الفيلم (الإنجليزية)
- فريتز غرينير على موقع كينوبويسك (الروسية)